# Arlington (Alabama)
Arlington (originalmente Dumas Store) é uma comunidade não incorporada localizada no condado de Wilcox, no estado norte-americano do Alabama.